# エドワード懺悔王
エドワード懺悔王（エドワードざんげおう、英: Edward the Confessor、1004年頃 - 1066年1月5日）は、ウェセックス朝のイングランド王（在位：1042年6月8日 - 1066年1月4日）。エゼルレッド2世無策王と2度目の妃エマの子。エドマンド2世の異母弟。聖公会・カトリック教会で聖人。次代のハロルド・ゴドウィンソンが即位後間もなく戦死したことから、イングランド王国を実質的に統治した最後のアングロ・サクソン系君主であると言える。
「懺悔王」は「Confessor」の定訳だが、これはカトリック教会で、殉教はしなかったが迫害に屈せず信仰を守った聖人への称号のひとつで、日本の同教会ではこれを「証聖者」と訳している。そこから、近年では「証聖王（しょうせいおう）」、または「証聖者王」と表記する書籍も多い。

## 生涯
1013年、デーン人のデンマーク・ノルウェー王スヴェン1世の侵略を逃れ、幼くして母エマの故郷ノルマンディーの宮廷に亡命する。4半世紀をそこの修道士達と過ごし、ノルマンディーの風習を取り入れる。1041年、異父弟であるハーディカヌート（デンマーク・ノルウェー・イングランド王クヌートとエマの息子。スヴェン1世の孫にあたる）に招かれて共同統治者となった。ハーディカヌートの死後の1043年4月3日、ウィンチェスター寺院でイングランドの王として戴冠された。
1045年に結婚した妻エディスの父であるウェセックス伯ゴドウィンの勢力に対抗するため、ノルマン人を教会と国家の高い地位につかせ勢力の均衡を図った。ロバート・オブ・ジュミジエールをカンタベリー大司教に据えたことなどが挙げられる。ゴドウィンはエドワードを王に推戴したのであるが、エディスとは形式として婚姻関係を結んだにすぎず、エドワード自身は修道士としての純潔にこだわったため、後継ぎをもうけることがなかった。1051年にマーシアやノーサンブリアの伯と共同し、ゴドウィンを宮廷から追放することに成功したが、翌年にゴドウィンと息子ハロルド・ゴドウィンソン（後のハロルド2世）は亡命地から帰還し、逆にノルマン人の有力者を追放することになった。
1066年死去。甥で異母兄エドマンド2世の息子エドワード・アシリングを後継者に定めていたが、1057年に亡くなると又甥エドガー（エドワード・アシリングの息子）を改めて後継者に指名した。しかし、若すぎたことから諸侯会議はハロルドをイングランド王に指名、ハロルド2世として即位したが、弟トスティとノルウェー王ハーラル3世、ノルマンディー公ギヨーム2世（エドワード懺悔王の従甥）が反発、最終的にギヨーム2世がイングランド王ウィリアム1世として即位した。
エドワードは支配者というよりは、心情としては修道士で、柔弱と無為無策ぶりでサクソン国家を定着させる機会を逸し、彼のノルマン人への信頼はノルマン・コンクエストの下地をつくったとされる一方、後世に徳の高い王者として聖人視され、王朝の守護者として尊崇された。

## 聖人エドワード
エドワード懺悔王の信仰心は、1045年から1050年にテムズ河上流に基礎を造られたウェストミンスター寺院によってもうかがい知ることができる。ヘンリー3世以後、イングランド王はエドワードが建てた聖堂で戴冠され、代々の王たちはエドワード懺悔王の法を守ることを誓うこととなった（ヘンリーの王子エドワード1世は懺悔王にちなんで命名されたという）。しかし実際のところ、懺悔王自身のものと考えられる法は一つも存在しない。
エドワード懺悔王はノルマン・コンクエスト以前の最後の王として「自由なイングランド」に普及していたとされる法を象徴する人物として、年代記において理想化され伝説となった。死から95年後の1161年に列聖された。